# Dobrostanî, Iavoriv
Dobrostanî (în ucraineană Добростани) este localitatea de reședință a comunei Dobrostanî din raionul Iavoriv, regiunea Liov, Ucraina.

## Demografie
Componența lingvistică a localității Dobrostanî
     Ucraineană (99,68%)
     Alte limbi (0,24%)
Conform recensământului din 2001, majoritatea populației localității Dobrostanî era vorbitoare de ucraineană (99,68%), existând în minoritate și vorbitori de alte limbi.